# Peștera Surprizelor
Peștera Surprizelor este o peșteră din Republica Moldova cu o lungime de 1.700 m, a doua peșteră ca lungime din țară după peștera Emil Racoviță.

## Descriere
Peștera este situată pe malul drept al Nistrului într-o fâșie de pădure, la o distanță de 2 km nord-est de orașul Criuleni și la circa 40 km depărtare de Chișinău. Administrativ, se află în trupul de pădure Zolonceni, parcela 27, subparcela C și este la balanța Întreprinderii de Stat pentru Silvicultură Chișinău. Are o suprafață de 4.147 m² conform Legii ariilor protejate din 1998, sau 900 m² conform unor măsurări mai recente.
Caverna, cu o vârstă relativă de 11-13 milioane de ani, a fost descoperită accidental în 1970. Reprezintă o peșteră naturală, săpată de curenții de apă prin fracturi tectonice și procese exogene. Pereții sunt compuși din calcare sarmațiene constituite din resturi scheletice de moluște, foraminifere și alte animale marine. Temperatura se menține constantă la 12-14°C, iar umiditatea aerului măsoară 75-80%.
Peștera reprezintă o rețea de crăpături și goluri care pe alocuri s-au lărgit, formând numeroase săli, avene și tunele care pot fi divizate convențional în cel puțin 3 etaje. Sunt câteva săli mari: „Sala Mare” (lungimea 25 m, lățimea 5–6 m, înălțimea 7 m), „Sala II”, „Cinematograful”, „Canionul”, „Balconul” și „Funia”. Există mai multe topogane cu denivelări pe verticală până la 10 m. În general, galeria are o înălțime de circa 10 m, cu tavanul și pereții puternic prăbușiți, asfel încât accesul se face printre pietre, strângându-se până la dimensiuni mici („Metroul” are lungimea de 6 m, lățimea de 0,5-1 m și înălțimea de 0,5-0,9 m). Printre alte atractivități se enumeră galeriile „Surprizele” și „Locul botezului”.
Fauna peșterii este alcătuită din câteva specii de lilieci (preponderent din genurile Myotys și Rhinolophus), dar și nevertebrate terestre precum pseudoscopioni, arahnide, crustacee etc.

## Statut de protecție
Peștera este un monument al naturii de tip geologic sau paleontologic protejat de stat.

## Galerie de imagini

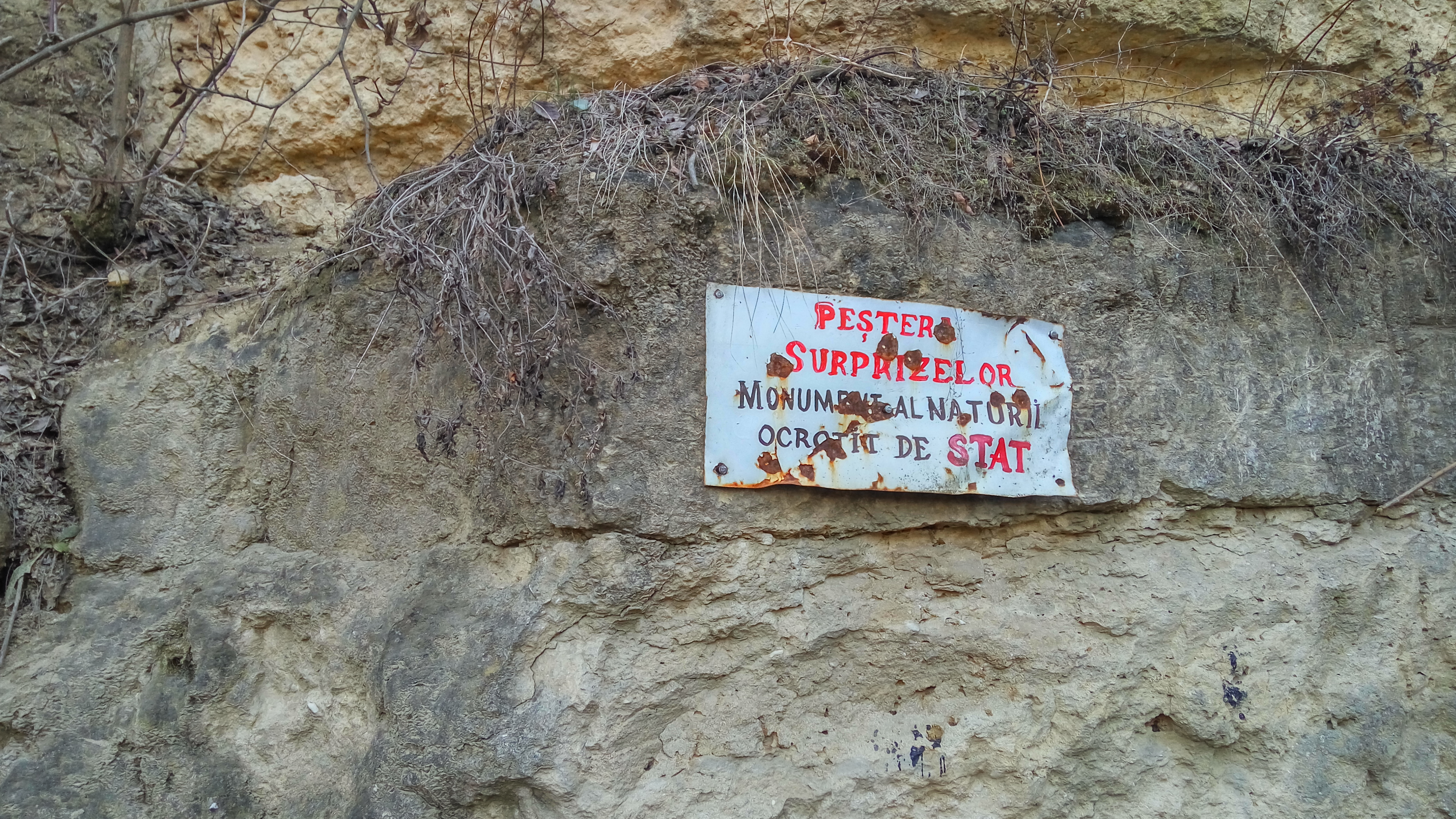
Inscripție la intrarea în peșteră
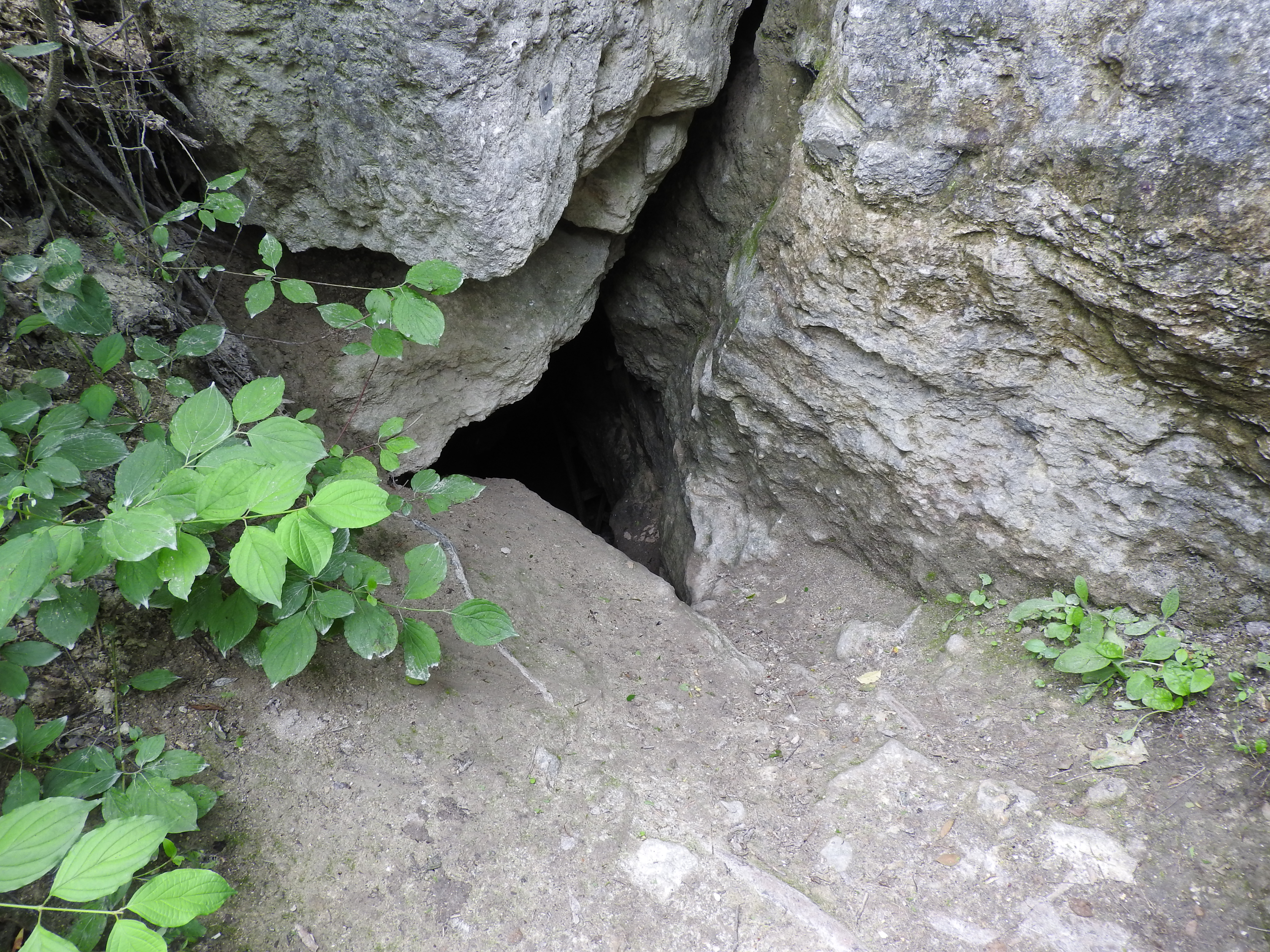
Intrare
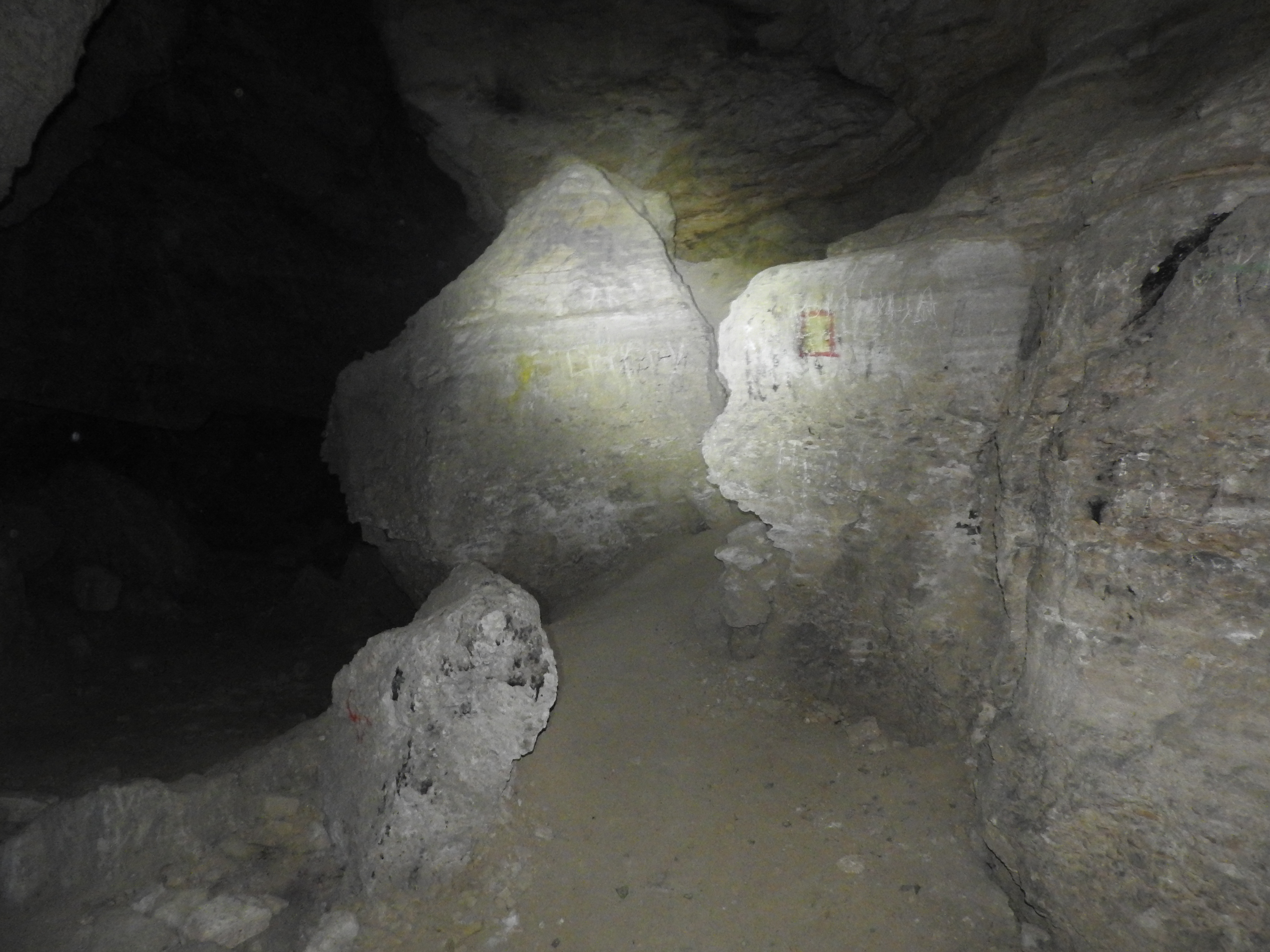
Interior
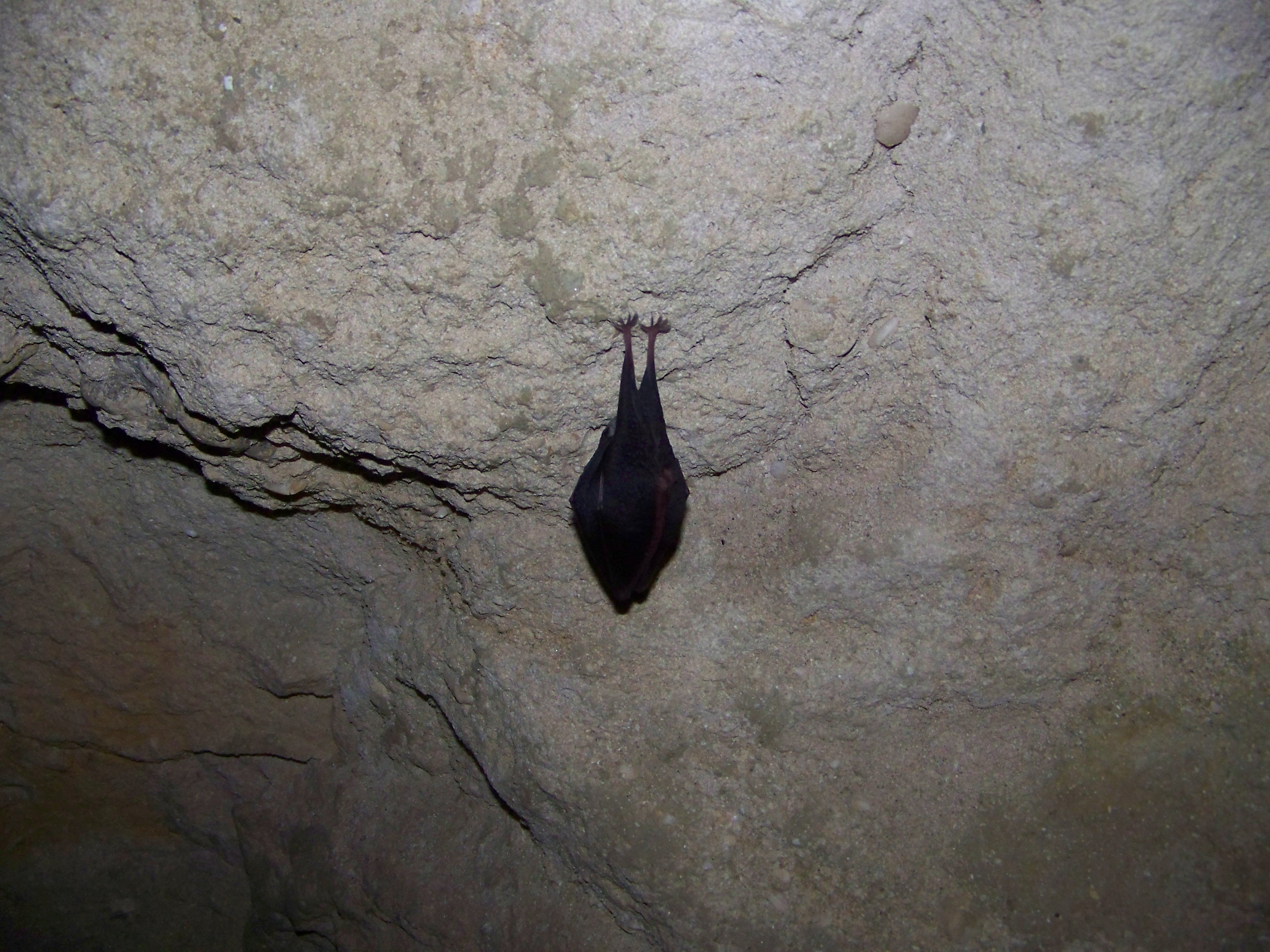
Liliac în peșteră

## Legături externe
- Materiale media legate de Peștera surprizelor la Wikimedia Commons
- Pagină neoficială pe Facebook